# Pithecopus
Pithecopus Cope, 1866 è un genere di rane della famiglia delle Phyllomedusidae, distribuite nella regione amazzonica.

## Distribuzione e habitat
Le specie di questo genere sono presenti nell'area tropicale del Sud America, ad est delle Ande dal sud del Venezuela al nord dell'Argentina..

## Tassonomia
Il genere comprende le seguenti specie, appartenenti in precedenza al genere Phyllomedusa:
- Pithecopus araguaius Haga, Andrade, Bruschi, Recco-Pimentel, and Giaretta, 2017
- Pithecopus ayeaye Lutz, 1966
- Pithecopus azureus (Cope, 1862)
- Pithecopus centralis (Bokermann, 1965)
- Pithecopus gonzagai Andrade, Haga, Ferreira, Recco-Pimentel, Toledo, and Bruschi, 2020
- Pithecopus hypochondrialis (Daudin, 1800)
- Pithecopus megacephalus (Miranda-Ribeiro, 1926)
- Pithecopus nordestinus (Caramaschi, 2006)
- Pithecopus oreades (Brandão, 2002)
- Pithecopus palliatus (Peters, 1873)
- Pithecopus rohdei (Mertens, 1926)
- Pithecopus rusticus (Bruschi, Lucas, Garcia, and Recco-Pimentel, 2015)